# Мейманд
Мейманд (перс. ميمند, також романізовано 
Maymand, Maymand, Meimand і Maimand) — село, яке знаходиться в Меймандському дегестані, Центрального дегестану, Керманського остану, Іран. За переписом населення 2006 року, населення села становило 673 жителів (181 сімей).

## Історія
Мейманд — стародавнє село, яке розташоване поблизу міста Шахр-е-Бабак у провінції Керман, Іран. Мейманд вважається першим людським поселенням на території Іранського нагір'я, що сягає 12 000 років. Багато жителів мешкають у 350 вручну викопаних будиночках серед скель, деякі з яких були заселеними ще 3 000 років тому. В селі були знайдені кам'яні гравюри, вік яких налічує приблизно 10 000 років, а вік гончарних виробів — приблизно 6 000 років, що свідчить про довгу історію поселення на місці села.
Існує дві теорії щодо історії цих поселень. Згідно з першою теорією, це село було побудоване групою арійських племен приблизно 800—700 років до н.е. і одночасно у часи розквіту держави Мідія. Не виключено, що скельні споруди Мейманду були побудовані для релігійних цілей. Шанувальники Мітри вірили, що сонце непереможне, тому вони вважали гори священними. Таким чином, каменярі й архітектори Мейманду використовували свої увірування для будівництва своїх помешкань. На основі другої теорії село бере свій початок у другому чи третьому столітті A.D. В епоху Аршакуні різні племена Південного Кермана мігрували в різні напрямки. Ці племена знаходили підходящі місця для життя і оселялися на цих територіях, будуючи укриття, які з часом були перебудовані у будинки. Існування місця, відомого як фортеця Мейманд, поблизу селища, в якому було знайдено понад 150 осуаріїв (місць для зберігання кісток) сасанідського періоду, посилює цю теорію.

## Життя у Мейманді
Село розташоване в аридній кліматичній зоні й зрошується кяризом. У напівпосушливій місцевості ростуть фісташкові та дикі мигдалеві дерева. До фауна рівнини Мейманд належать пустельні тварини, такі як змії, крокодили, їжаки та черепахи. У горах живуть олені, леопарди, вовки, лисиці, зебри, козероги та різні види птахів.
Приблизно 140 жителів села є напівкочовиками, які живуть землеробством, тваринництвом та займаються ремеслом. Літні притулки пастухів — капари і гамбехи, побудовані у вигляді круглих кам'яних будинків з дерев'яними дахами у формі конуса. Інші печерні будинки побудовані у формі терас у чотири-п'ять рівнів. Вони складаються з декількох кімнат 16-20 м², посередині яких розташована піч. Частини села є музеєм і відкрита для відвідувачів.
Умови життя у селі Мейманд суворі через посухи і високі температури влітку та дуже холодні зими. Місцева мова містить багато слів стародавніх мов: середньоперської мови та письма Пахлаві.

## Міжнародне визнання
У 2005 році Мейманд отримав Міжнародну премію імені Меліни Меркурі за досягнення з охорони і управління культурними ландшафтами (приблизно $20,000).
4 липня 2015 року село Мейманд було додано до списку Світової спадщини ЮНЕСКО.

## Галерея

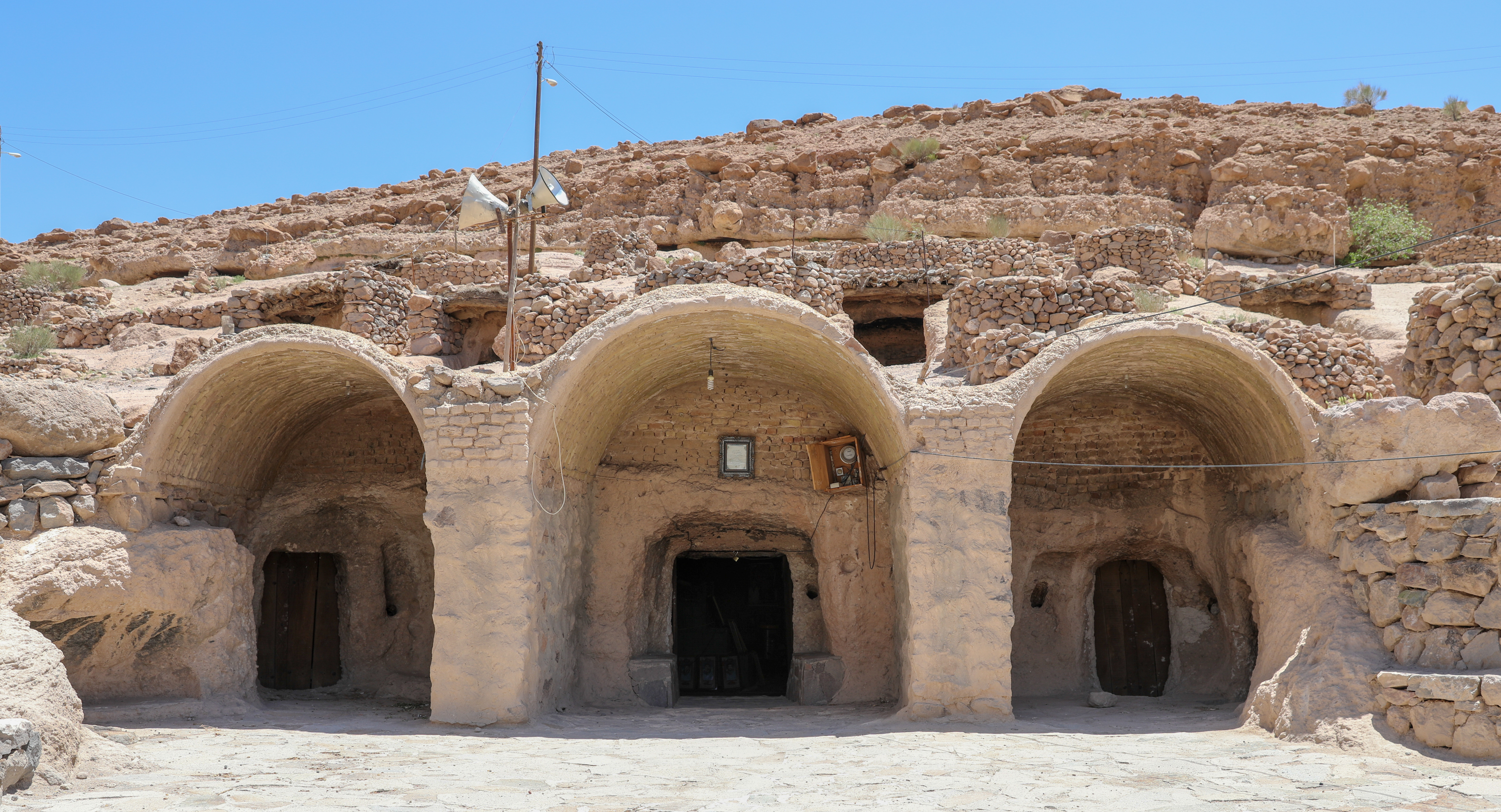
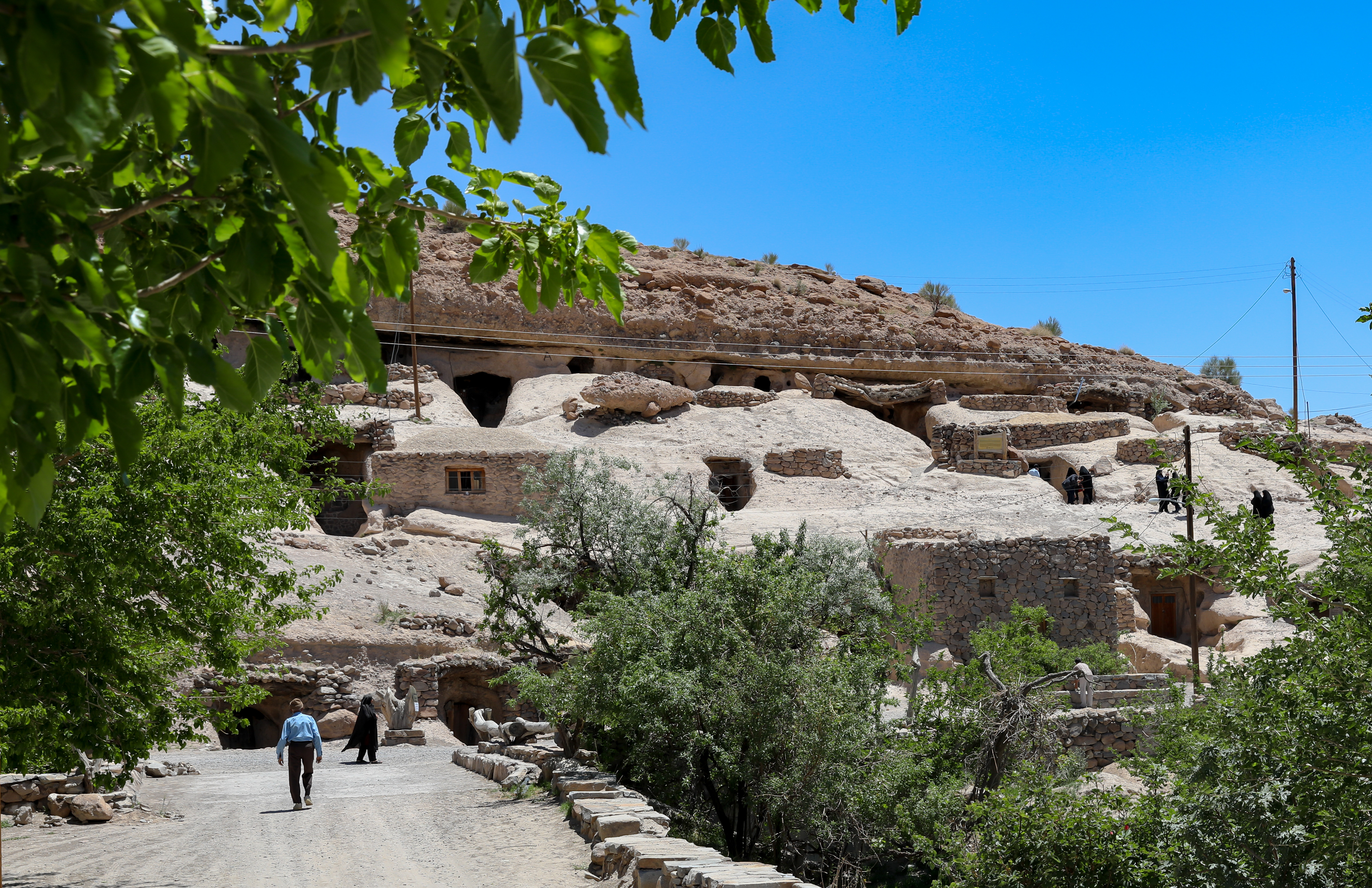
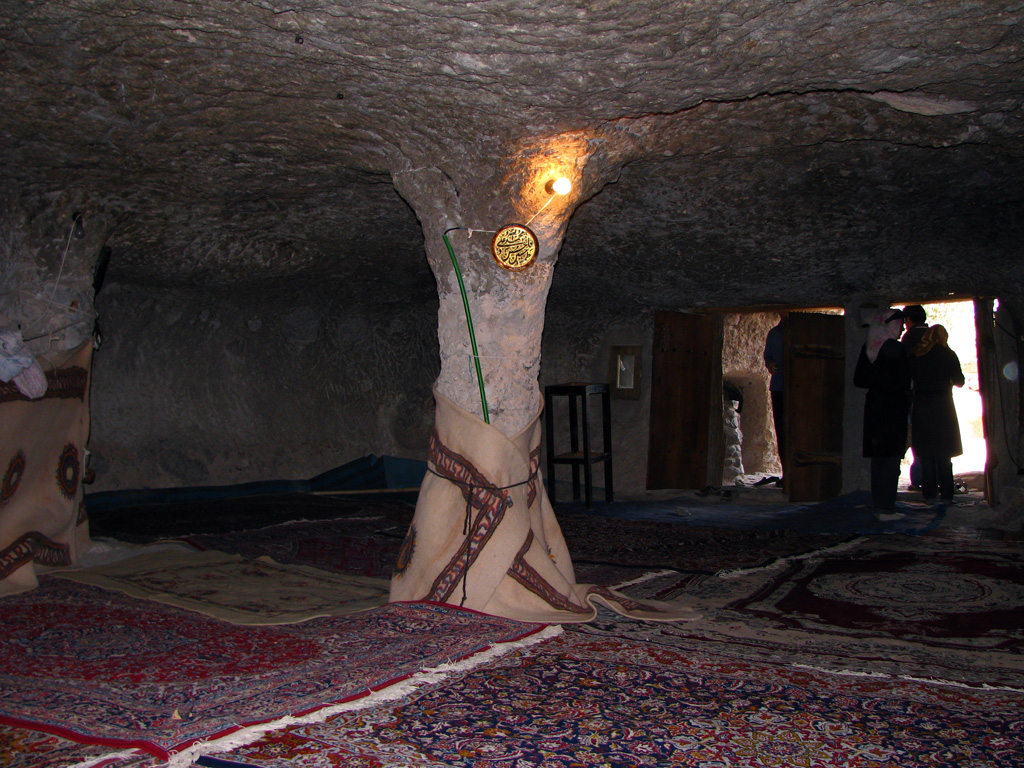
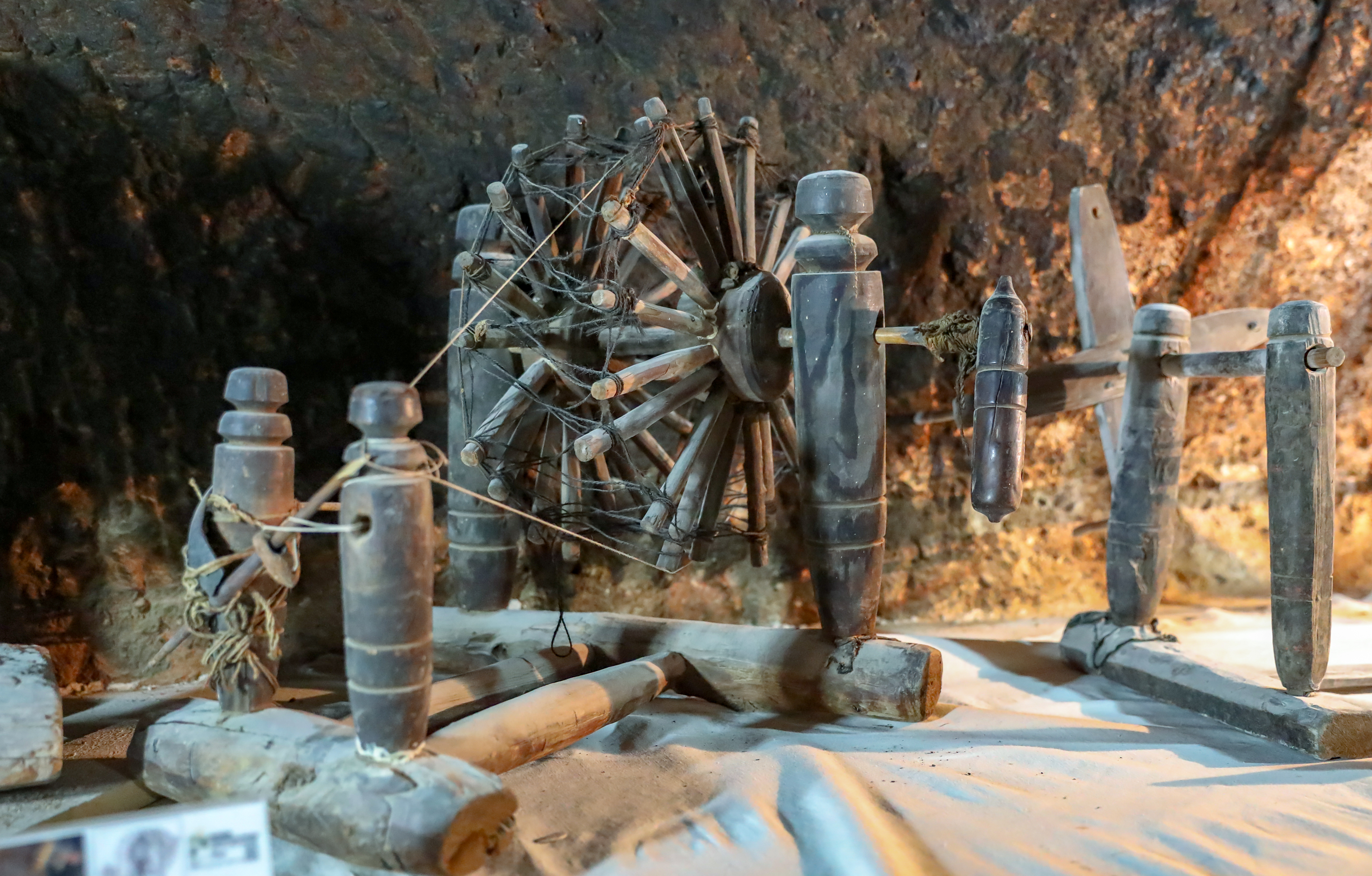
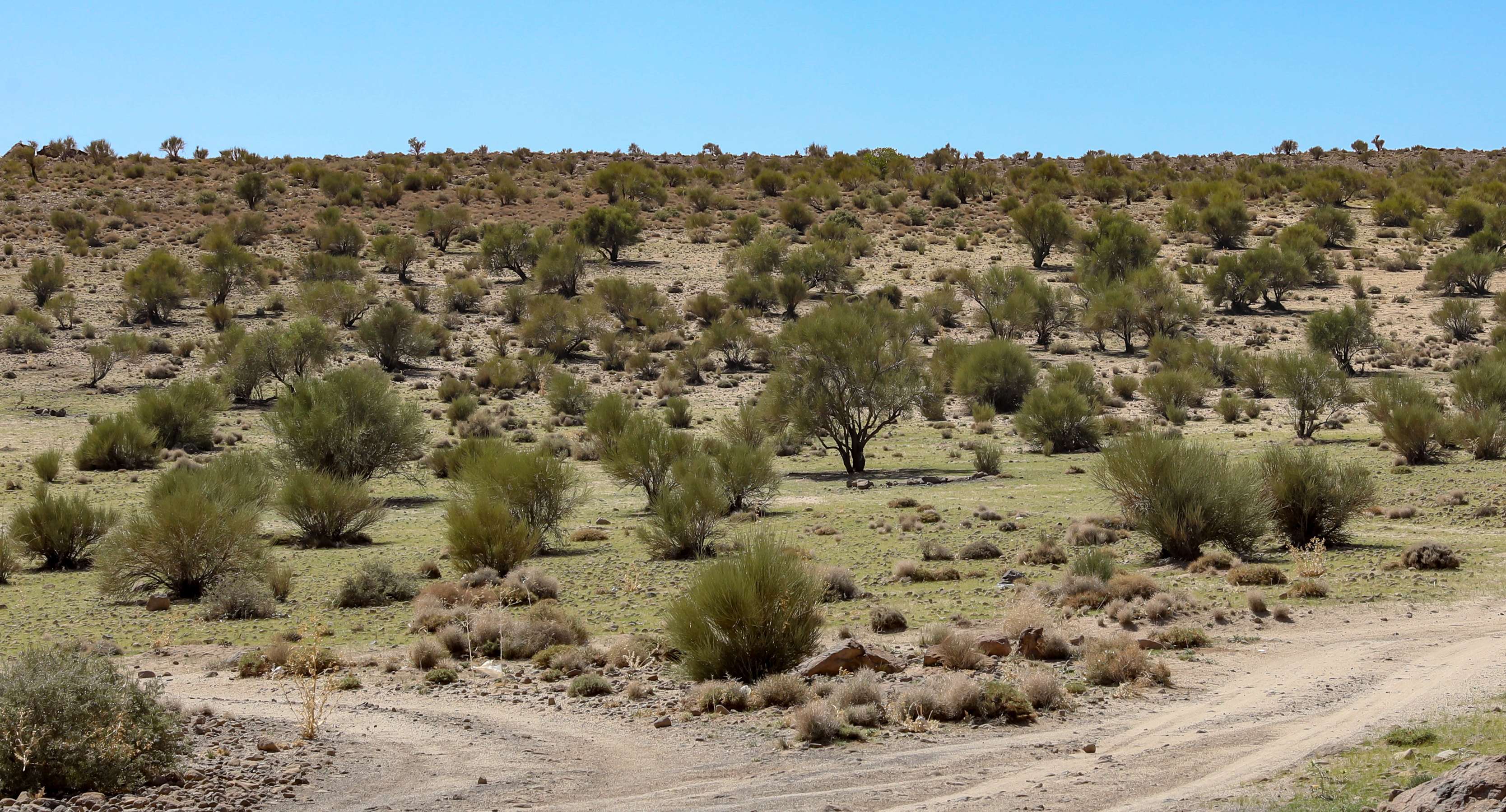
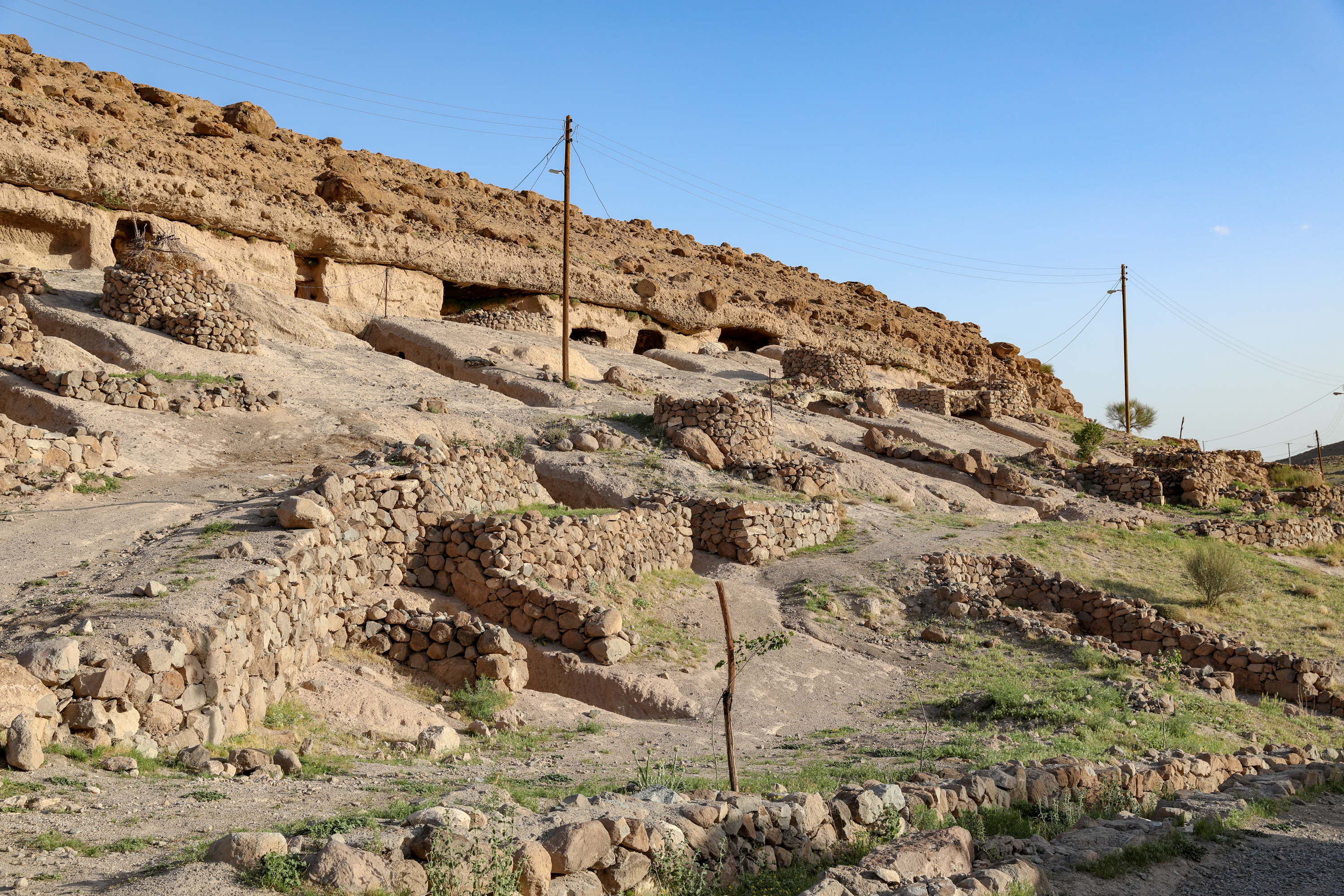
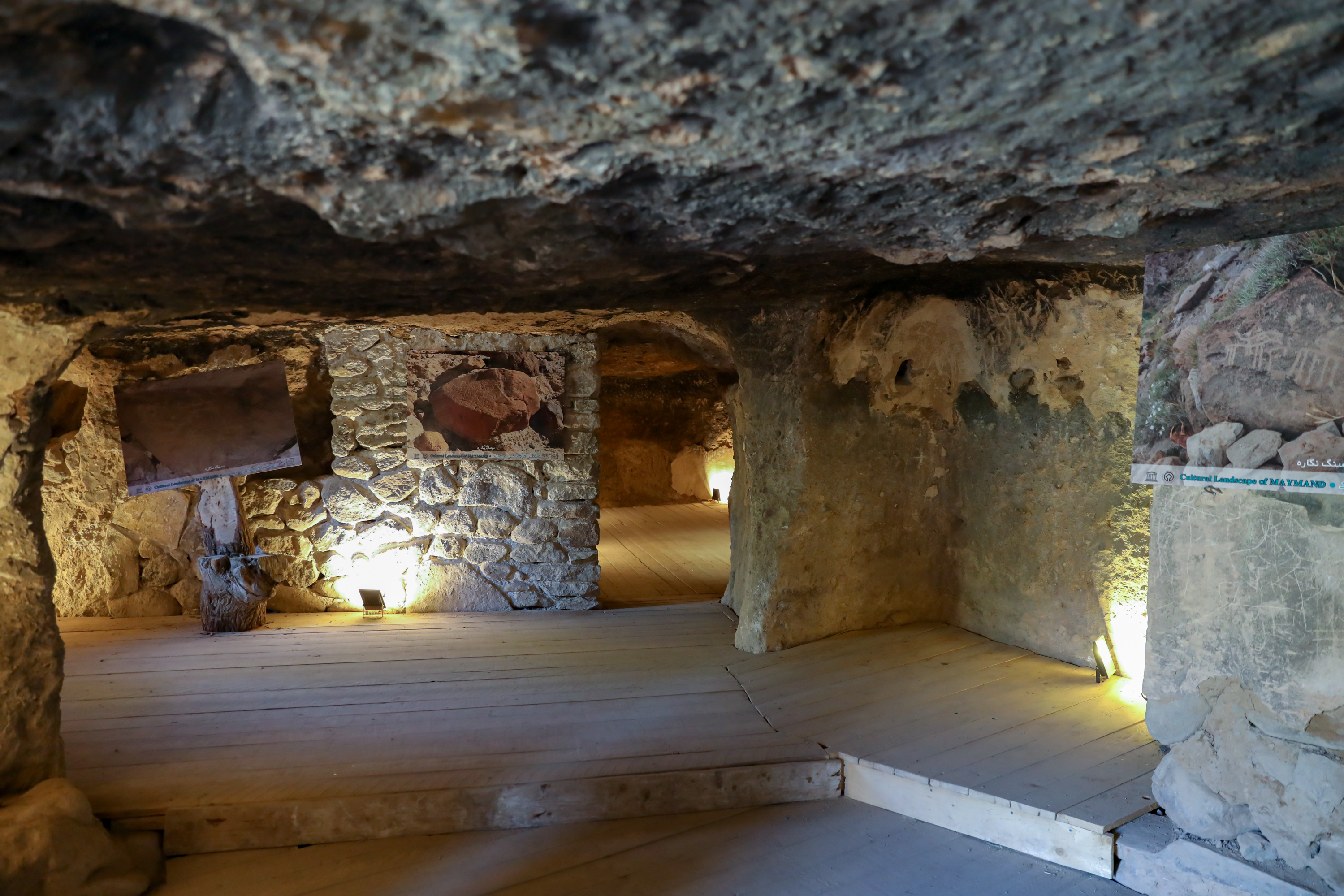
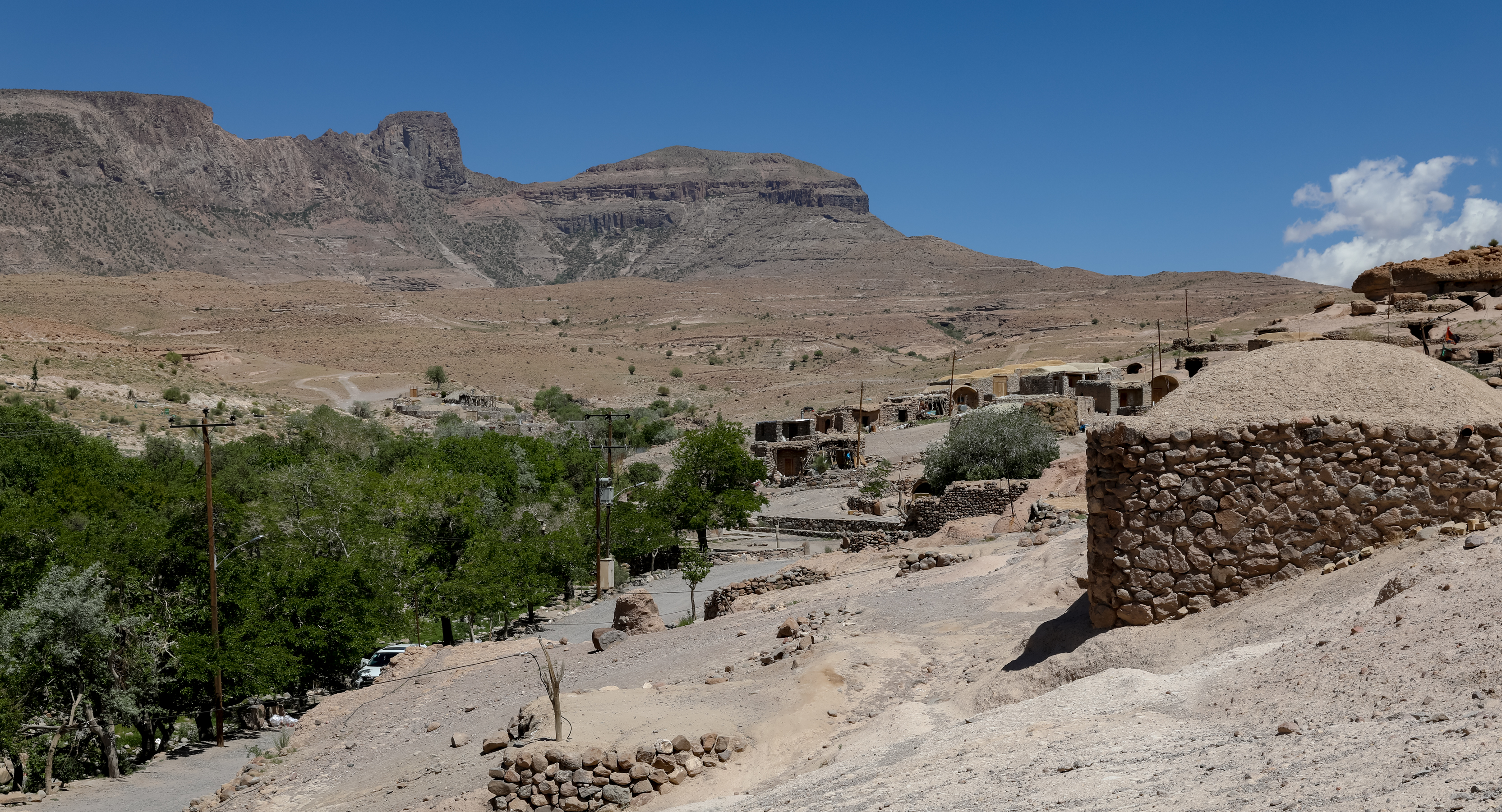
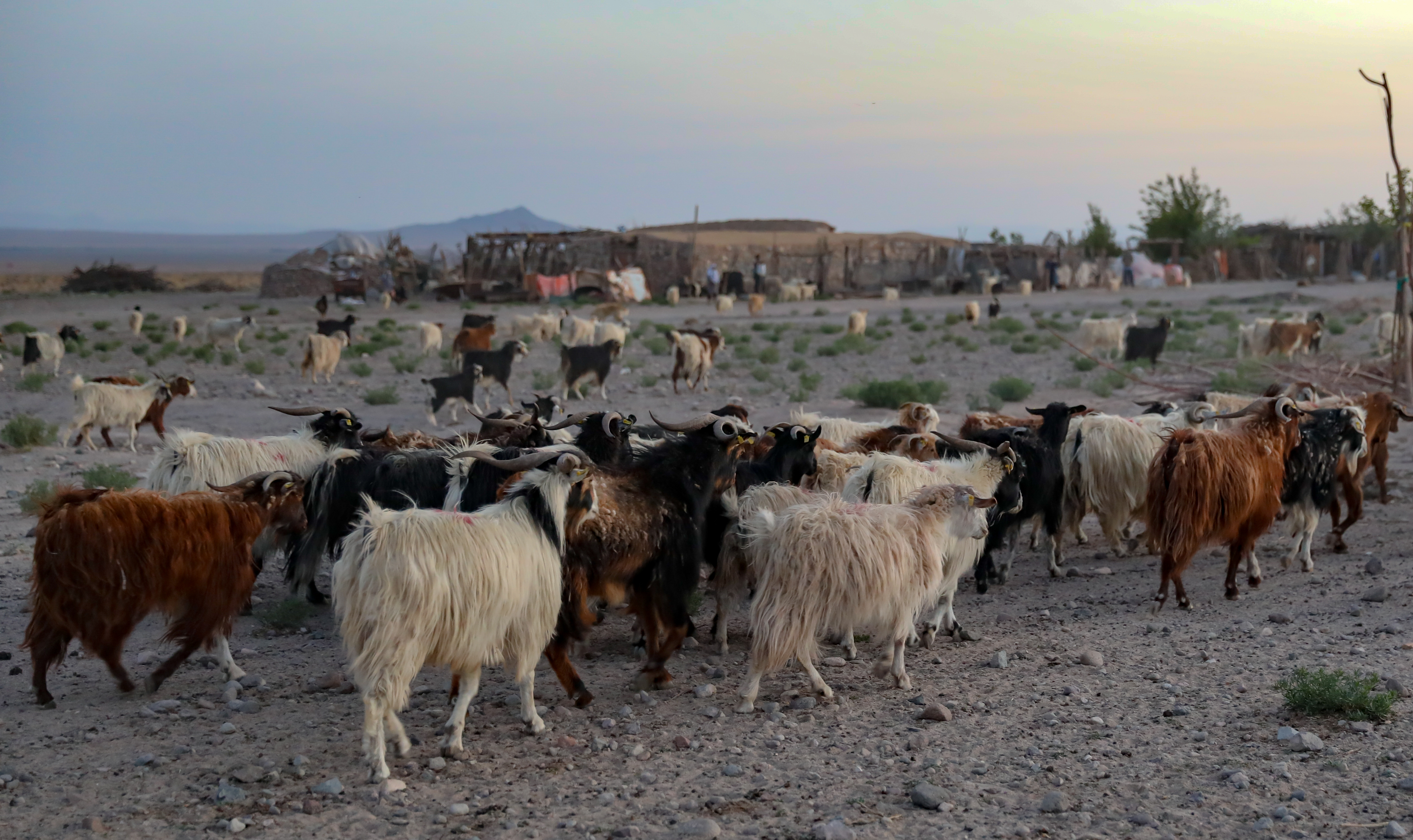
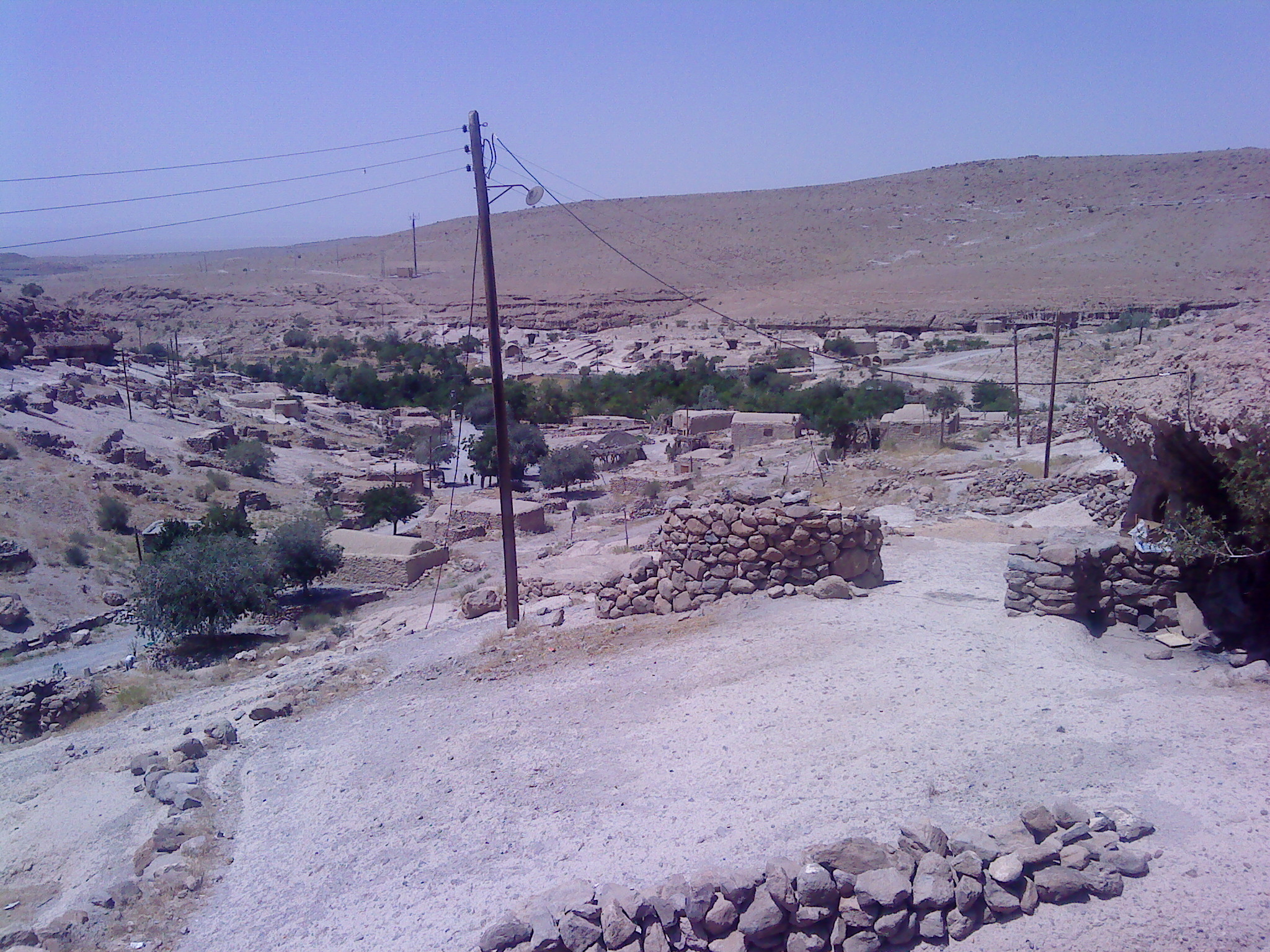
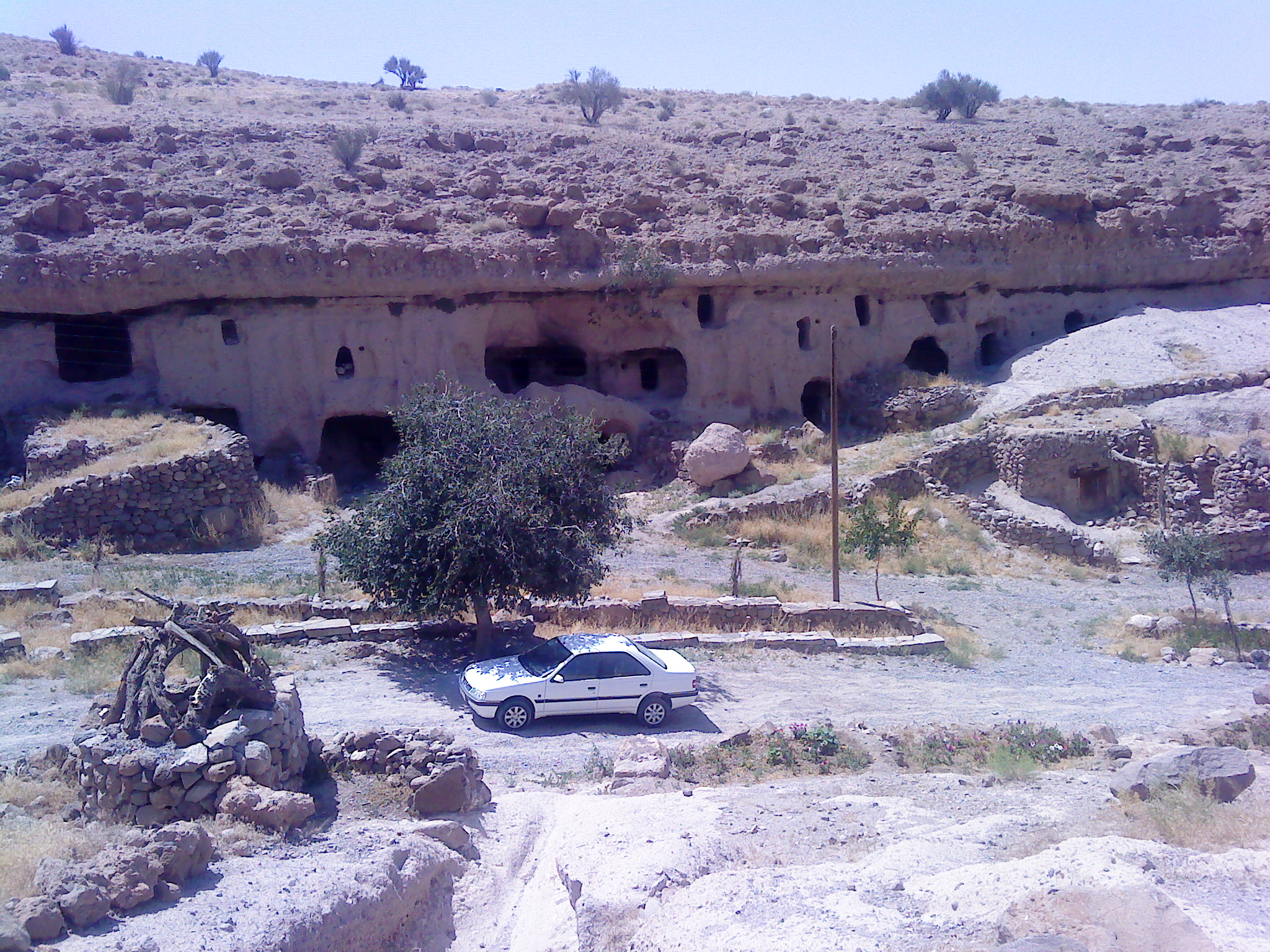
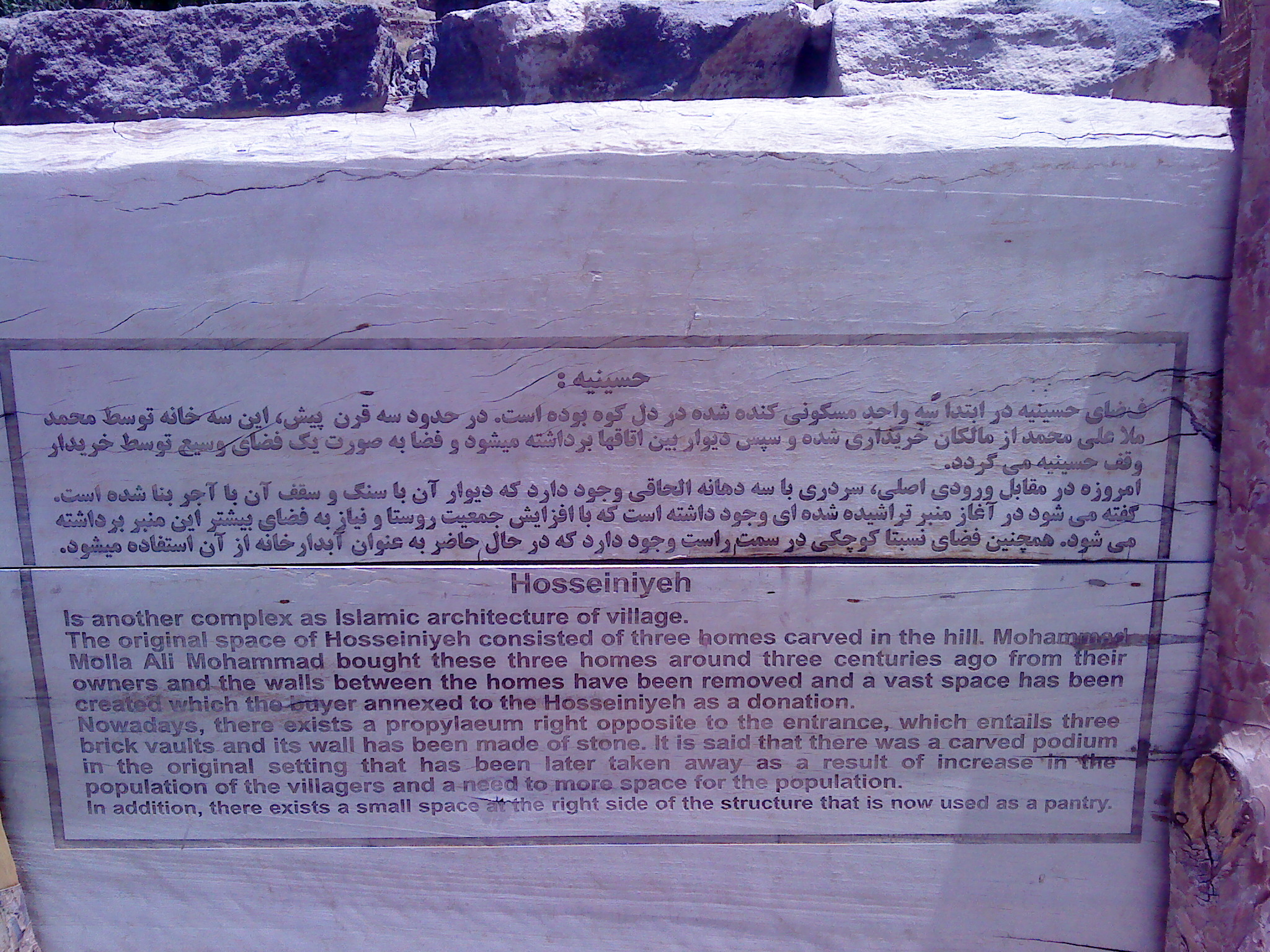
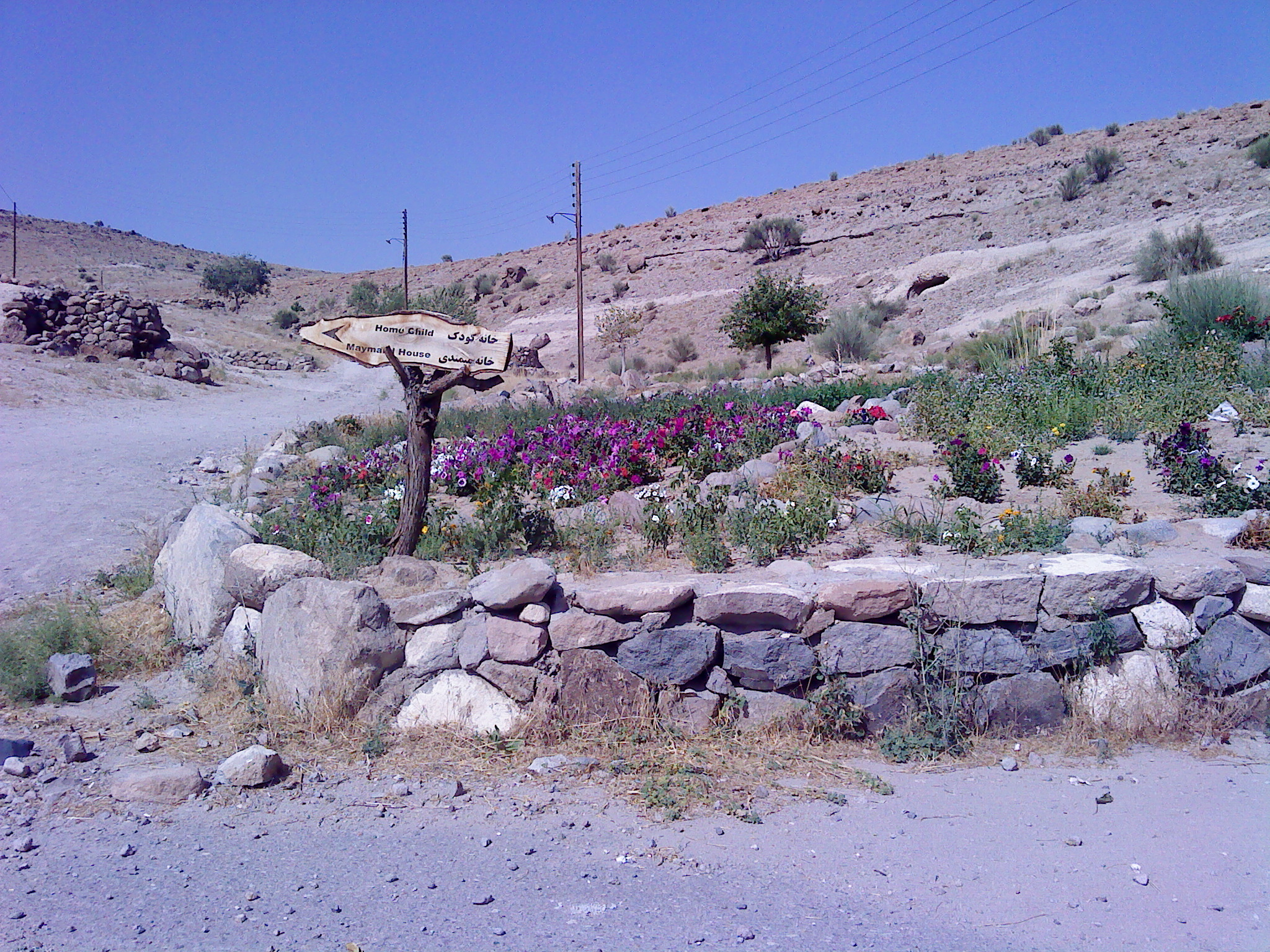